# Otto Reisen
Die Otto Reisen GmbH ist ein Reiseunternehmen mit Sitz in Hamburg. Das 1980 gegründete Unternehmen bietet im Privatkundensektor Urlaubs- und Pauschalreisen sowie reisebezogene Zusatzdienstleistungen. Otto Reisen betreibt ein Reisebüro in Hamburg sowie ein Onlineportal.

## Geschichte
1980 gründete Otto die Otto Reisen GmbH, die Otto-Kunden touristische Dienstleistungen per Katalog anbot. Die zunächst als Profitcenter betriebene Marke Otto Reisen war der Einstieg des Otto-Versands in das Touristikgeschäft.
1993 wurde die Otto Reisen GmbH in die vom Otto Versand neu gegründete Touristik-Holding Otto Freizeit und Touristik GmbH (nachfolgend OFT) eingebracht. Dazu gehörte auch die im gleichen Jahr vom Otto Versand erworbene Mehrheitsbeteiligung an der Reisebürokette Reiseland. 1999 erfolgte die Gründung des Online-Portals otto-reisen.de.
Bis 2000 übernahm der Otto Versand die Mehrheitsbeteiligung an der KG Travel Overland Flugreisen GmbH & Co (nachfolgend Travel Overland) und gründete den Reiseveranstalter Hermes Touristik sowie das Online-Reisebüro travelchannel.de, letzteres zusammen mit Gruner + Jahr.
2001 brachte die OFT ihre nunmehr hundertprozentige Beteiligung von Travel Overland in eine Joint Venture mit dem damals größten Online-Reiseanbieter travelocity.com ein, welches unter der Dachmarke „Travelocity Europe“ auftrat. Aufgrund unterschiedlicher Auffassungen über die weitere strategische Ausrichtung des Joint Venture wurde entschieden, dass die OFT 2004 zunächst ihren Anteil an den europäischen Aktivitäten an travelocity.com veräußert. Anschließend kaufte die OFT dann den Anteil von travelocity.com an Travel Overland zurück. Damit betrieb sie ab sofort eigenständig die Online-Aktivitäten von Travelchannel.de, Travel Overland, Flug.de und otto-reisen.de.
2011 fokussierte sich der inzwischen in Otto umbenannte Otto Versand wieder stärker auf sein Kerngeschäft im Handel. Im Zuge dessen wurden 49 Prozent der Anteile der OFT an die VR meine Raiffeisenbank Altötting-Mühldorf verkauft. 2012 verkaufte die OFT ihrerseits die Portale Flug.de, Travel Overland und Travelchannel.de an Travelviva. Otto-reisen.de verblieb als Portal für Pauschal- und Urlaubsreisen bei der OFT.
2014 übernahm die Raiffeisenbank Altötting die verbleibenden 51 Prozent der OFT, die damit eine hundertprozentige Tochter der RT/Raiffeisen Touristik Group GmbH wurde. Im gleichen Jahr kaufte der ägyptische Hotelinvestor Samih Sawiris 74,9 Prozent Beteiligung an der RT/Raiffeisen Touristik Group GmbH. 2015 wurde die OFT in Reiseland Holding umfirmiert. Otto Reisen, ab sofort eine Marke der Reiseland Holding GmbH, betreibt ein Reisebüro in der Hamburger Alstercity sowie das Onlineportal www.otto-reisen.de. Parallel zu dem Onlineportal bietet OTTO Reisen eine telefonische Kundenberatung an.

## Eigentümer
Otto Reisen gehört zur Reiseland Holding GmbH, welche wiederum eine hundertprozentige Tochtergesellschaft der RT/Raiffeisen Touristik Group GmbH ist. Die VR meine Raiffeisenbank Altötting-Mühldorf hält an der RT/Raiffeisen Touristik Group 25,1 Prozent, dem Unternehmer Samih Sawiris gehören die restlichen 74,9 Prozent.

## Auszeichnungen
- März 2015: Computer Bild – Gütesiegel für die Webseite als „Top Reise-Webseite 2015“
- Juni 2011: Deutsches Institut für Service-Qualität im Auftrag von n-tv – Testsieger: „Bestes Reiseportal 2011“[12][13][14]
- Mai 2009: Deutsches Institut für Service-Qualität – Platz 3 der besten Reiseportale 2009[15]